# سان یو (بازیکن والیبال)
سان یو (انگلیسی: Sun Yue؛ زادهٔ ۳۱ مارس ۱۹۷۳) ورزشکار والیبال ساحلی اهل چین است.
وی در مسابقات کشوری و بین‌المللی در مجموع برندهٔ ۲ مدال نقره، ۱ مدال برنز شده‌است.